# Antoine Franceschetti
Antoine Franceschetti (Marsiglia, 12 marzo 1913 – ...) è stato un calciatore e allenatore di calcio francese, di ruolo attaccante e difensore. Era soprannominato Le Sanglier du Maquis ovvero il "Cinghiale della macchia".

## Carriera
Franceschetti iniziò la carriera nel CA Bastia. Nel 1935 viene ingaggiato dal Cannes, con cui ottiene nella sua stagione d'esordio nella massima serie francese, la Division 1 1935-1936, il quinto posto finale, risultando il terzo miglior cannoniere del torneo con 23 reti. Rimane al Cannes sino al 1947, sempre nella massima serie transalpina, partecipando anche ai vari tornei di guerra che sostituirono il campionato durante l'occupazione nazista della Francia durante la seconda guerra mondiale.
Nel 1948 si trasferisce in cadetteria al Le Havre rivestendo il duplice ruolo di allenatore-giocatore, ottenendo il terzo posto finale.